# Braulio Maldonado Sández
Braulio Maldonado Sández (San José del Cabo, territorio de Baja California —actual estado de Baja California Sur—, México. 1903 - 1990) fue un político mexicano, elegido  primer gobernador constitucional del estado de Baja California.

## Carrera política
Fue licenciado en derecho por la Universidad Nacional de México —actual Universidad Nacional Autónoma de México—. Fue diputado federal por el Territorio Sur de Baja California de 1946 a 1949 y por el Territorio Norte de Baja California de 1952 a 1953.
Fue candidato a la gubernatura de Baja California por el partido revolucionario institucional en 1953, siendo electo y tomando posesión el 1 de diciembre del mismo año, convirtiéndose en el primer gobernador constitucional del estado. Durante su mandato se creó la constitución, el escudo y el himno de Baja California.
Su gestión como gobernador se orientó por su ideología cardenista y revolucionaria, lo que le llevó a apoyar movilizaciones de campesinos en la toma de tierras en los valles de Mexicali y Guadalupe —siempre y cuando no afectaran los ranchos propiedad del gobernador—, y a ganarse la desconfianza de los empresarios.
Sobre su gobierno, Milton Castellanos Everardo recuerda:
…Braulio Maldonado era un gobernador que había afectado muchos intereses, alentando la invasión de terrenos y, justa o injustamente, se acusaba a su régimen del asesinato del periodista Acosta Meza, así como también del de un impresor de Mexicali; del incendio de la casa de la familia Marín en los terrenos de los bajos del Río Tijuana por negarse a abandonar los mismos; al personal que cuidaba la seguridad del gobernador bautizados como “Los Chemitas”, se les señalaba como responsables de muchos atropellos e ilícitos que propiciaban un ambiente de inseguridad en todo el estado.
Tras finalizar su gubernatura, fundó el Frente Popular Electoral, organización de ideología socialista, crítica del gobierno mexicano. En 1961, según el historiador Pedro Ángel Palou García, fue encarcelado acusado de organizar un supuesto golpe de Estado contra el presidente Adolfo López Mateos en complicidad del expresidente Lázaro Cárdenas del Río y Fidel Castro. Falleció en 1990.